# Proyecto Especial Tambo-Ccaracocha
El Proyecto Especial Tambo – Ccaracocha  PETACC  (Ica - Perú) fue creado mediante decreto Supremo N° 021-90- MIPRE y Decreto Legislativo N° 556, como un órgano descentralizado del  Instituto Nacional de Desarrollo (INADE), con sede en la ciudad de Ica, como respuesta a la necesidad de resolver los problemas de falta de agua en el valle de Ica.
Geográficamente el PETACC abarca la provincia de Ica, departamento del mismo nombre y las provincias de Huaytará y Castrovirreyna en el departamento de Huancavelica, lugares donde se ubican las lagunas de Ccaracocha y Choclococha, fuentes que proveen de recurso hídrico a todo el valle de Ica.
El Proyecto Especial Tambo Ccaracocha, cuya inversión bordea los U$ 300 millones, consiste en la construcción de 73 kilómetros  del canal de colector de Ingahuasi, que permitirá el transvase desde la laguna de Choclococha hacia la vertiente del Pacífico, es decir al río Ica.
Actualmente existe una controversia entre los gobiernos regionales de Ica y Huancavelica, el primero manifiesta que la posición del gobierno de Huancavelica atenta contra el desarrollo agroindustrial de Ica  y el incremento de la frontera agrícola en la región, mientras que su similar de Huancavelica manifiesta que la puesta en marcha del proyecto perjudicaría a los agricultores y ganaderos de las partes altoandinas de la región, ya que se estarían utilizando terrenos  de las comunidades campesinas.
Por otro lado la puesta en marcha del PETACC permitiría dotar de agua al valle de Ica, incrementando la producción  y el mejoramiento del riego y la incorporación de tierras eriazas, consolidándose en el departamento del “boom agroexportador”, además la implementación de servicios básicos adecuados como el de agua y alcantarillado, así como mejorar la cobertura del servicio eléctrico en las provincia de Ica, Pisco y Chincha.  
En el 2003, siguiendo las bases de la descentralización y la ley orgánica  de gobiernos regionales, el PETACC fue transferido del gobierno central (INADE) al gobierno regional de Ica. Actualmente, su accionar está orientado por el Consejo Directivo constituido por representantes del Gobierno Central, del Gobierno Regional y la sociedad civil.